# Westwood Hills
Westwood Hills és una població dels Estats Units a l'estat de Kansas. Segons el cens del 2000 tenia 378 habitants.

## Demografia
Segons el cens del 2000, Westwood Hills tenia 378 habitants, 170 habitatges, i 116 famílies. La densitat de població era de 2.085 habitants/km².
Dels 170 habitatges en un 28,2% hi vivien nens de menys de 18 anys, en un 59,4% hi vivien parelles casades, en un 7,6% dones solteres, i en un 31,2% no eren unitats familiars. En el 25,9% dels habitatges hi vivien persones soles el 4,1% de les quals corresponia a persones de 65 anys o més que vivien soles. El nombre mitjà de persones vivint en cada habitatge era de 2,22 i el nombre mitjà de persones que vivien en cada família era de 2,7.
Per edats la població es repartia de la següent manera: un 21,7% tenia menys de 18 anys, un 3,2% entre 18 i 24, un 33,1% entre 25 i 44, un 31,7% de 45 a 60 i un 10,3% 65 anys o més.
L'edat mediana era de 41 anys. Per cada 100 dones de 18 o més anys hi havia 93,5 homes.
La renda mediana per habitatge era de 81.812 $ i la renda mediana per família de 108.732 $. Els homes tenien una renda mediana de 76.250 $ mentre que les dones 52.188 $. La renda per capita de la població era de 48.256 $. Entorn de l'1,8% de les famílies i el 2,4% de la població estaven per davall del llindar de pobresa.

## Poblacions més properes
El següent diagrama mostra les poblacions més properes.